# Latécoère 5
Le Latécoère 5 est un avion de la compagnie Latécoère utilisé pour le transport civil.
Un seul exemplaire a été construit en 1924.
Le premier vol a eu lieu le 18 février 1924.